# جداول مثلثية
في الرياضيات، جداول قيم الدوال المثلثية مفيدة في عدة مجالات. قبل وجود الآلات الحاسبة الجيبية، كانت الجداول المثلثية ضرورية للملاحة والعلوم والهندسة التطبيقية. كان حساب الجداول الرياضية أحد المجالات المهمة للدراسة، مما أدى إلى تطوير أول أجهزة الحوسبة الميكانيكية.
الحواسيب الحديثة والآلات الحاسبة الجيبية تولد الآن قيم دالة مثلثية عند الطلب، وذلك باستخدام مكتبات خاصة للرمز الرياضي. غالبًا ما تستخدم هذه المكتبات الجداول المحسوبة مسبقًا داخليًا، وتحسب القيمة المطلوبة باستخدام طريقة الاستيفاء المناسبة. لا يزال يتم استخدام استيفاء الجداول البحث البسيطة للدوال المثلثية في الرسومات الحاسوبية، حيث قد تكون هناك حاجة إلى دقة متواضعة فقط وغالبًا ما تكون السرعة قصوى.

## الحساب عند الطلب

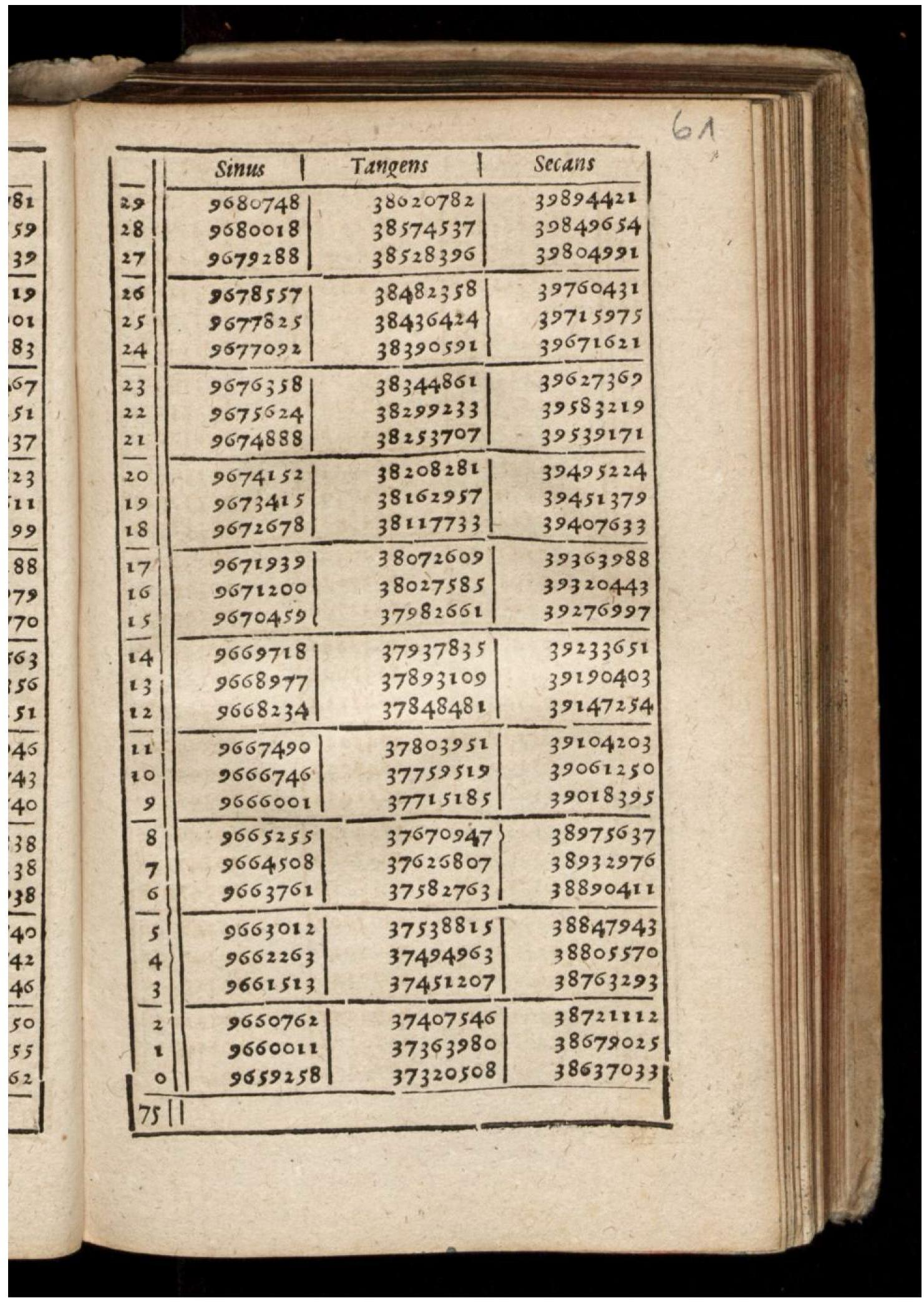
صفحة من كتاب يعود تاريخه إلى عام 1619 يحتوي على جداول رياضية

تستخدم الحواسيب والحاسبات الحديثة مجموعةً متنوعةً من التقنياتِ لتوفير قيم الدوال المثلثية عند الطلب للزوايا الأخرى. تتمثل إحدى الطرق الشائعة، خاصةً في المعالِجات الراقية (Higher-end Processors) ذات وحدات الفاصلة العائمة، في جمع بين تقريب بواسطة كثير الحدود أو بواسطة الدوال الكسرية (مثل تقريب تشيبيشيف، تقريب بادي، وعادةً ما يتعلق بالدقة العليا أو المتغيرة، متسلسلات تايلور ومتسلسلة لورنت) وتقليص المدى (Range reduction) والبحث في الجدول—تبحث (الخوارزميات) أولاً في جدول صغير عن أقرب زاوية، ثم تستخدم كثير الحدود لحساب التصحيح. ولكن الحفاظ على الدقة أثناء إجراء هذا الاستيفاء أمر غير بديهي؛ يمكن استخدام طرق مثل الجداول الدقيقة لغال، وتقليص Cody و Waite، وخوارزميات تقليص لـ Payne و Hanek لهذا الغرض. على الأجهزة الأكثر بساطة التي تفتقر إلى مضاعف العتاد، توجد خوارزمية تسمى CORDIC التي هي أكثر فعالية، لأنها تَستَخدِم الإزاحات والإضافة والطرح فقط. يتم تطبيق كل هذه الطرق بشكل شائع في العتادات لأسباب تتعلق بالأداء (Performance).
يُستخدَم متعدد الحدود الخاص المستخدم لتقريب دالة مثلثية في وقت مبكر باستخدام تقريب لخوارزمية تقريب الحدود (Minimax).
بالنسبة لحسابات عالية الدقة، عندما يصبح تقارب المتسلسلة بطيئًا للغاية، يمكن تقريب الدوال المثلثية بواسطة المتوسط الحسابي الهندسي، الذي يقارب في حد ذاته الدالة المثلثية بواسطة التكامل الإهليلجي (Brent، في 1976).
الدوال المثلثية للزوايا التي هي مضاعفات كسرية لـ 2π هي أعداد جبرية. يمكن إيجاد قيم a/b·2π من خلال تطبيق متطابقة دي موافر من أجل n = a على جذر الوحدة من الرتبة b، الذي هو أيضًا جذر لكثير الحدود xb - 1 في المستوى المركب. على سبيل المثال، جيب وجيب التمام للعدد 2π ⋅ 5/37 هما هما الأجزاء الحقيقية والتخيلية، على التوالي، من القوة الخامسة للجذر السابع والثلاثين للوحدة cos(2π/37) + sin(2π/37)i، التي هي جذر للكثير الحدود x37 − 1 من الدرجة 37. بالنسبة لهذه الحالة، فإن خوارزمية اكتشاف الجذر مثل طريقة نيوتن أبسط بكثير من خوارزميات المتوسط الحسابي الهندسي أعلاه عندما تتقارب بمعدل خط التقارب المماثل. الخوارزميات الأخيرة مطلوبة للثوابت المثلثية المتسامية.